# ドロレス・キャノン
ドロレス・エイレーン・キャノン（Dolores Eilene Cannon、1931年4月15日 - 2014年10月18日）は、アメリカの催眠療法士、著作家。催眠療法を独学した後に退行催眠療法（前世療法）に精通し、新たなテクニックを開発。数千回に及ぶ退行催眠の施術中に得られた情報を書籍として残し、出版社も設立した。 
キャノンは、退行催眠療法の専門家として知られ、自身が名づけた クォンタム・ヒーリング・ヒプノシス・テクニック（Quantum Healing Hypnosis Technique）を開発した。彼女は催眠セッションを通じてノストラダムスとコンタクトしたことで注目を集めた。
1992年にキャノンは 、ニューエイジ、スピリチュアリティ、および形而上学的（メタフィジカル）な書籍を専門とした出版社Ozark Mountain Publishing を設立した。

## 幼少期
ドロレス・エイレーン・キャノンは、1931年4月15日、ミズーリ州のセントルイスで生まれた。 彼女の両親はメアリー・エリザベス(née Hardin) とアーサー・テイラーである。 彼女は1947年の16歳の時に教育を修了した。

## 生涯

### 催眠療法
1960年代にキャノンは海軍で催眠士だった夫を手伝い、体重管理や禁煙のためのシンプルな催眠療法を行っていた。 彼女は催眠療法を夫から学んだ 1968年、テキサス基地に駐在していた時に、医師から摂食障害の女性を援助するために催眠療法を行うように依頼された。 催眠状態下で, その患者は過去世で1920年代のシカゴで「フラッパー」だったと語り始めた。 その後数ヶ月間、キャノン夫妻は催眠療法を継続し、患者はさらに4つの過去世を詳細に語った。 しかし、その年の後に、夫が自動車事故で負傷したため、彼女はその研究を中断することになった。
1970年代後半、キャノンは催眠療法に戻り、クライアントの治療に催眠療法を用い始めた。 何千人ものクライアントに過去世退行催眠のセッションを実践した後、彼女は独自の技術と生まれ変わりに関する理論を確立した。 彼女は、クライアントのサブコンシャス（心理学の潜在意識とは異なり、ハイヤーセルフ的存在のこと）とコミュニケーションを取ることができる「クォンタム・ヒーリング・ヒプノシス・テクニック（QHHT）」を開発した。 彼女は、QHHTは催眠状態にある人を「異なる意識の次元」とつなぐことで、あらゆる病状を治癒できると主張した。 しかし、哲学者で学者のロバート・トッド・キャロルは、キャノンは医学的訓練を受けておらず、催眠療法は独学であるため、そのテクニックに「quantum量子」という言葉を使用しているが、「量子的な要素は何もない」と指摘している。
1985年、キャノンはUFOおよび地球外生命体の研究に興味を持った。彼女は、エイリアンに誘拐されたと主張する個人に催眠のテクニックを使った。 これらのセッションから得た発見は、地球外生命体に関するいくつかの著書につながった。 キャノンは、2013年から2014年までオザーク・マウンテンUFO会議の代表も務めた。 キャロルは、キャノンがUFOと宇宙人の訪問ブームに便乗し、「L. ロン ハバードの『ゼヌ』の物語に匹敵する奇妙な宇宙論」を創り出したと考えた。

### 著作家
キャノンは、ノースウェスト・アーカンソー・タイムズで 10 年間、フリーの記者として働き、新聞や雑誌に一般向けの記事を書いていた。 しかし、催眠療法はマイナーな分野であったため、1970 年代から 1980 年代にかけて、自分の研究を出すための出版社を見つけることができず、 最初の本を出版するのに、9年の歳月を要した。 1992年、彼女はOzark Mountain Publishing を設立し、キャノンや他の作家のニューエイジをテーマにした著作を出版した。
彼女の最初に出版された本は、3巻からなる『ノストラダムスとの対話』で、過去世退行催眠と「ノストラダムスとの直接のサイキック・コンタクト」によって得たとする、約 1,000 件の予言の解釈が掲載されていた。 この本はニューヨーク・タイムズ とワシントン・ポストで紹介された 『ポスト』紙の書評家であるアレックス・ハードは、キャノンを「時事を血色の眼鏡を通して見る」千年王国主義者だと表現した。［14］ キャノンは、イエスとの過去世での交流についても執筆している。
キャノンは、17冊にも及ぶ書籍を出版し、地球外の世界、失われた文明、並行宇宙、魂の目覚め、バミューダトライアングル、ネス湖の怪獣、ストーンヘンジの謎など、ニューエイジに関するテーマを扱ったものである。 彼女の著作には、クライアントが思い出した過去世が、地球以外の惑星での人生だったと書かれいる。 彼女は、クォンタム・ヒーリング・ヒプノシス・テクニック（Quantum Healing Hypnosis Technique）がエイズや癌、 糖尿病、外傷、心臓病、腎臓病、視力障害、その他の疾患の治癒の可能性があると書いている。
彼女の著書は 20 以上の言語に翻訳され、特にロシアと東ヨーロッパで国際的なヒット作となった。 彼女の著書の一つはThe Stirling Review でレビューされ、「物議を醸す」ものから「危険なナンセンス」なものまで多岐に及ぶと批判された。

### 講演者、講師として
キャノンは、ニューエイジの会議で頻繁に講演を行っていた。1991年8月、コロラド州デンバーで開催されたグローバル・サイエンス・コングレスで講演を行った。1991年11月、カリフォルニア州ロサンゼルスで開催された世界最大のホリスティック博覧会「ニューエイジ・ホールライフ・エキスポ」で講演を行った。1992年にはイスラエル、イギリス、ヨーロッパを回り、著書『Jesus and the Essenes（邦題：『イエスとエッセネ派』の出版に合わせて講演を行った。1997年にはオザークマウンテンUFO会議で講演を行った。
メディアでは、NBC『古代と予言ⅠとⅡ』、CBS『古代世界の謎』、A＆E『伝記シリーズ』、Sci-Fi『謎、魔法と奇跡』、CNN『ショウビズ』など多くのテレビ番組でも取り上げられた。1992年、彼女はCBSのテレビ番組Doorways to the Unknownのインタビューを受けた。1991年12月、日本のテレビネットワーク「TVW」が、ノストラダムスに関する著書で注目されていたキャノンをドキュメンタリー特別番組で取材した。1994年、Foxネットワーク『エンカウンターズ』の収録で、実際の催眠セッションでノストラダムスとコンタクトしたが、放送には至らなかった。BBSラジオ『メタフィジカル・アワーThe Metaphysical Hour』のホストを長年務めた。
彼女は、クォンタム・ヒーリング・ヒプノシス・アカデミーを設立し、世界中から集まった生徒たちに、直接、あるいは書籍や録音教材を通じて指導を行っていた。

### 私生活
1951年、彼女はミズーリ州カンザスシティ出身のアメリカ海軍所属のジョニー・キャノンと結婚した。彼らには、息子のトムと、娘のグロリア、ジュリア、ナンシーがいた。夫の海軍任務のため、２１年以上にわたり、家族は頻繁に移住し、時には海外にも住んだ。夫は朝鮮戦争およびベトナム戦争に従軍した。夫は1969年に交通事故で瀕死の重傷を負い、半身不随のため車椅子生活を余儀なくされ[3][27]、一家はアーカンソー州マディソン郡に移住し、軍人恩給で生活した。 夫は、1994年4月30日に死去。
キャノンはアーカンソー州スプリングデールにあるVeterans of Foreign Wars Post #2956の会員であり、Auxiliaryの会長でもあった。
キャノンは2014年10月18日にアーカンソー州フェイエットビルの ワシントン地域医療センターでこの世を去った[1]。 彼女はアーカンソー州ハンツビルのBrashears葬儀場で火葬された[29]。

## 影響
キャノンは、催眠セッションで得られた情報を元に、エイリアンとのコンタクト、アトランティス、代替現実、輪廻転生、スターシードや他の星系から地球に住む人間の概念について著書を執筆し、講演した。 作家のアシュウィン・ヴィヌーは、キャノンのエイリアンに関する著書は「プロパガンダにつながり」、「UFOコミュニティに植え付けられた」物語を作ったと批判している。 ロバート・トッド・キャロルは 『懐疑論辞典』の中で、キャノンはニューエイジ・ムーブメントの「申し子」であったが、「ドロレス・キャノンが虚言癖なのか、詐欺師なのか、それとも誠実な妄想家なのか」については判断できないという意見を述べている。
彼女が直接、あるいは本やテープを通して提供したQHHTのトレーニングは、世界中の何百人もの現代の催眠療法士、過去世退行療法士、占星術師に影響を与えた[8][31][32][5]。キャノンが設立したクォンタム・ヒーリング・ヒプノシス・アカデミーとOzark Mountain出版は、今日も続いており、キャノンの娘であるジュリア・キャノンは前者のCEO、後者のディレクターとして世界中の生徒に母親のテクニックを教えている[3][13]。 2023年現在、オザーク・マウンテン出版は、形而上学、UFO、スピリチュアリティ、代替療法、輪廻転生、古代史などのニューエイジのトピックに関する50人以上の著者の本を出版している[33][34]。

## 主な著作
| Book | Publisher                                       | Year of publication | Year of completion | Pages | ISBN-10         | ISBN-13            |
| --- | ----------------------------------------------- | ------------------- | ------------------ | ----- | --------------- | ------------------ |
| Conversations With Nostradamus: His Prophecies Explained, vol. 1 『ノストラダムスとの対話 ―予言者みずからが明かす百詩篇の謎』（Naoko 訳：ナチュラルスピリット ） ISBN-10486451464X                                                | Boulder: American West Publishers               | 1989                |                    | 368   | 1886940002      | 978-1886940000     |
| Jesus and the Essenes: Fresh Insights into Christ's Ministry and the Dead Sea Scrolls. (The Life and Times of Jesus #1) 『イエスとエッセネ派―退行催眠で見えてきた真実―』（ 白鳥 聖子 訳 ：ナチュラルスピリット）ISBN-104864513589 | Bath, England: Gateway Books                    | 1992                |                    | 290   |                 | ISBN 0946551928    |
| A Soul Remembers Hiroshima | Huntsville, Arkansas: Ozark Mountain Publishing | 1993                |                    | 176   | 1886940088      | ISBN 0963277669    |
| Keepers of the Garden 『この星の守り手たち』（ワタナベアキコ 訳：ナチュラルスピリット） | Huntsville, Arkansas: Ozark Mountain Publishing | 1993                |                    | 288   |                 | ISBN 0963277642    |
| Between Death & Life: Conversations with a Spirit | Huntsville, Arkansas: Ozark Mountain Publishing | 1993                |                    | 242   |                 | ISBN 0963277650    |
| They Walked With Jesus: Past Life Experience With Christ. (The Life and Times of Jesus #2) 『イエスと接した二人 ―退行催眠で見えてきたイエスの実像―』（采尾 英理 訳：ナチュラルスピリット）ISBN-10 4864514739                      | Bath, England: Gateway Books                    | 1994                |                    | 194   |                 | ISBN 1858600073    |
| Legend of Starcrash | Huntsville, Arkansas: Ozark Mountain Publishing | 1994                |                    | 256   |                 | ISBN 0963277677    |
| Legacy From the Stars | Huntsville, Arkansas: Ozark Mountain Publishing | 1996                |                    | 320   |                 | ISBN 0963277693    |
| Custodians: Beyond Abduction 『人類の保護者―UFO遭遇体験の深奥に潜むもの』（ 誉田 光一 訳：ナチュラルスピリット）ISBN-10 4864512116                                                                                                | Huntsville, Arkansas: Ozark Mountain Publishing | 1998                |                    | 556   |                 | ISBN 1886940045    |
| The Convoluted Universe Book 1 『入り組んだ宇宙 ー第一巻・地球のミステリーと多次元世界の探究ー 』（ 誉田 光一 訳：ナチュラルスピリット） ISBN-10 4864513635                                                                       | Huntsville, Arkansas: Ozark Mountain Publishing | 2001                |                    | 560   |                 | ISBN 1886940827    |
| The Convoluted Universe Book Two | Huntsville, Arkansas: Ozark Mountain Publishing | 2005                |                    | 556   |                 | ISBN 1886940045    |
| The Convoluted Universe Book Three | Huntsville, Arkansas: Ozark Mountain Publishing | 2008                |                    | 693   |                 | ISBN 1886940797    |
| Five Lives Remembered | Huntsville, Arkansas: Ozark Mountain Publishing | 2009                |                    | 256   |                 | ISBN 1886940649    |
| The Convoluted Universe Book Four | Huntsville, Arkansas: Ozark Mountain Publishing | 2011                |                    | 693   |                 | ISBN 1886940215    |
| The Three Waves of Volunteers and the New Earth 『地球に来たボランティアソウルの３つの波と新しい地球』（ 東川 恭子 訳：ナチュラルスピリット）ISBN-10 4864514909                                                                   | Huntsville, Arkansas: Ozark Mountain Publishing | 2011                |                    | 600   |                 | ISBN 1886940150    |
| Jesus vs Christianity: the Myth of Heaven and Hell | Winter Park, Colorado: Metatron                 | 2012                |                    | 464   |                 | ISBN 9781466435063 |
| The Search for Hidden, Sacred Knowledge | Huntsville, Arkansas: Ozark Mountain Publishing | 2014                |                    | 350   |                 | ISBN 1940265231    |
| The Convoluted Universe Book Five | Huntsville, Arkansas: Ozark Mountain Publishing | 2015                |                    | 240   |                 | ISBN 1940265290    |
| Horns of the Goddess | Huntsville, Arkansas: Ozark Mountain Publishing | 2023                |                    | 400   | ISBN 1956945210 | 978-1956945218     |

## 参照
1. ↑  “Dolores' Career Biography” (英語). Dolores Cannon. 2025年6月11日閲覧。
2. ↑  “Dolores' Career Biography, Dolores’ Career Biography, : “The Subconscious” And The Quantum Healing Hypnosis Technique®” (英語). Dolores Cannon. 2025年6月11日閲覧。
3. 1 2  “Dolores Eilene Cannon”. The Madison County Record (Huntsville, Arkansas):  pp. B6. (2014年10月30日) 2024年1月6日閲覧。
4. ↑  “Mary Elizabeth Taylor”. The Madison County Record (Huntsville, Arkansas):  pp. 9. (2002年1月10日) 2024年1月5日閲覧。
5. 1 2 3 4 5 6 7 8 9 10 11  “Dolores' Career Biography”. Dolores Cannon. 2024年1月4日閲覧。
6. 1 2 3 4 5  Knutson, Karen (1989年8月6日). “Hypnosis sheds light on Nostradamus”. Arkansas Gazette:  p. 20 2024年1月4日閲覧。
7. 1 2 3 4 5 6 7 8  Carroll, Robert T. (2016年1月6日). “Dolores Cannon & her Quantum Healing Hypnosis Technique”. The Skeptic's Dictionary. 2024年1月10日閲覧。
8. ↑  “Quantum Healing Hypnosis in San Antonio Texas” (英語). Advanced Wellness Clinic. 2024年1月5日閲覧。
9. ↑  “Quantum Healing Hypnosis Technique” (英語). Journeys to Heal (2021年6月14日). 2024年1月5日閲覧。
10. ↑  Cassar (2023年2月10日). “QHHT: The Gold Standard of Past Life Regression” (英語). Hypnotherapy Directory. 2024年1月5日閲覧。
11. ↑  Daviess (2023年12月7日). “The Art of Syncretism: Conspiratorial Vision-Healing Beliefs” (英語). Middlebury Institute of International Studies at Monterey. 2024年1月5日閲覧。
12. 1 2  Pinchbeck, Daniel (2007). 2012: The Year of the Mayan Prophecy. London: Piatkus Books Ltd.. pp. 164–165. ISBN 978-0-7499-2760-8
13. ↑  “Dolores Cannon” (英語). Encyclopedia of Arkansas. 2024年1月3日閲覧。
14. 1 2  “Books About Metaphysics and Spirituality” (英語). Ozark Mountain Publishing, Inc.. 2024年1月5日閲覧。
15. 1 2  Heard, Alex (1996年4月28日). “Repent, the End is Near!” (英語). Washington Post. ISSN 0190-8286 2024年1月5日閲覧。
16. ↑  Heard, Alex; Klebnikov, Peter (1998年12月27日). “Apocalypse Now. No, Really. Now!” (英語). The New York Times. ISSN 0362-4331 2024年1月5日閲覧。
17. ↑  Dybicz, Michael (2012). Jesus vs Christianity: the myth of heaven and hell. Winter Park, Colorado: Metatron Press. pp. 42,241,320,332, 351,369–380. ISBN 978-1-4664-3506-3
18. ↑  Ashwin Vinoo (2023-11-25). Project Mankind ( 2023). pp. 404, 573–574
19. ↑  Van Etten, Jaap (2013). Crystal Skulls: Expand Your Consciousness. Flagstaff, Arizona: Light Technology Publishing, LLC. pp. 7–8,161. ISBN 978-1-62233-000-3
20. ↑  Virtue, Doreen (2002). Earth Angels: A Pocket Guide for Incarnated Angels, Elementals, Starpeople, Walk-ins, and Wizards. Carlsbad, California: Hay House. pp. 89–90. ISBN 978-1-4019-0048-9
21. ↑  Andrews, Shirley (2004). Lemuria and Atlanti: Studying the Past to Survive the Future. St. Paul, Minnesota: Llewellyn Publications. pp. 147. ISBN 978-0-7387-0397-8
22. ↑  O'Brien, Jean-Paul (2018-01-21). Cancer Cures: An Incomplete 100 Year History of Suppression & Persecution by the Cancer Business. United States: Jean-Paul O'Brien. pp. 105–109. ISBN 978-0-9992969-3-6
23. ↑  Marjoribanks, Kaiya (1997年2月7日). “Realms of Distaste”. Stirling Observer:  pp. 16
24. ↑  “Ozark UFO Conference April 11–13”. The Mountaineer Echo (Yellville, Arkansas):  pp. 6. (1997年2月20日) 2024年1月5日閲覧。
25. ↑  「Japanese FIlm Crew Interviews Local Writer」『The Madison County Record』1991年12月12日、4面。2024年1月5日閲覧。
26. ↑  “Johnny Cannon”. The Madison County Record (Huntsville, Arkansas):  pp. 12. (1994年5月5日) 2024年1月5日閲覧。
27. ↑  “Society News”. Neighborhood News (St. Louis, Missouri):  pp. 2. (1951年1月4日) 2024年1月5日閲覧。
28. ↑  “Dolores Eilene Cannon”. The Madison County Record (Huntsville, Arkansas):  pp. B6. (2014年10月30日) 2024年1月6日閲覧。
29. ↑  “Johnny Canon Honored”. The Madison County Record (Huntsville, Arkansas):  pp. 4. (1993年10月7日) 2024年1月5日閲覧。
30. ↑  Knutson, Karen (1989年8月6日). “Hypnosis sheds light on Nostradamus”. Arkansas Gazette:  p. 20 2024年1月4日閲覧。
31. 1 2  “Johnny Cannon”. The Madison County Record (Huntsville, Arkansas):  pp. 12. (1994年5月5日) 2024年1月5日閲覧。
32. ↑  “Johnny Canon Honored”. The Madison County Record (Huntsville, Arkansas):  pp. 4. (1993年10月7日) 2024年1月5日閲覧。
33. ↑  “VFW Auxiliary Meets”. The Madison County Record (Huntsville, Arkansas):  pp. 3. (1983年5月19日) 2024年1月5日閲覧。
34. 1 2  Hall, Kay B. (1989-04-30). "Area writer to have Nostradamus book published". Fayetteville Northwest Times. Times Archives. p. 22. Retrieved 2024-01-03 – via Newspaper Archive
35. ↑  Cannon, Dolores (January 1990). Conversations with Nostradamus: Volume 2. Ozark Mountain. ISBN 1886940002
36. 1 2  Cannon, Dolores (December 1999). Jesus and the Essenes. Ozark Mountain. ISBN 1886940088
37. ↑  Cannon, Dolores (March 2023). Horns of the Goddess. Ozark Mountain Publishing, Incorporated. ISBN 978-1956945218